# مطار لاوكالا
مطار لاوكالا (بالإنجليزية: Laucala Airport)‏(إياتا: LUC، إيكاو: NFNH) وهو يخدم جزيرة لاوكالا، وهي واحدة من ثلاث جزر صغيرة تقع إلى الشرق من رأس ثورستون في جزيرة تافيوني في القسم الشمالي من فيجي . الجزيرة المملوكة للقطاع الخاص هي موقع منتجع لاوكالا الحصري.

## شركات الطيران والوجهات
| شركـات طيـران | الوجهات                               |
| ------------- | ------------------------------------- |
| Northern Air ‏ | مطار نادي الدولي، مطار ناوسوري الدولي |

## روابط خارجية
- تاريخ الحوادث لـ (LUC / NFNH) على شبكة سلامة الطيران.